# Termitomyces bulborhizus
Termitomyces bulborhizus är en svampart som beskrevs av T.Z. Wei, Y.J. Yao, B. Wang & Pegler 2004. Termitomyces bulborhizus ingår i släktet Termitomyces och familjen Lyophyllaceae.   Inga underarter finns listade i Catalogue of Life.